# Eva-Maria Schwarz-Angele
Eva-Maria Schwarz-Angele (geboren 31. August 1949) ist eine deutsche Juristin. Sie war ab 1997 Richterin am Bundespatentgericht in München.

## Beruflicher Werdegang
Eva-Maria Schwarz-Angele wurde am 15. September 1980 zur Richterin am Amtsgericht München ernannt. Am 9. September 1997 wurde sie zur Richterin an das Bundespatentgericht berufen. 1997 und 1998 war sie dort Mitglied des 30. Senats.